# Beuno
Beuno (alternativt Bono; latin: Bonus) är ett helgon inom kristendomen. Enligt legenden ska han ha fötts under 500-talet i Berriew, Powys och han var barnbarn till en prins, som i sin tur härstammade från Vortigern. Efter att ha utbildat sig vid ett kloster i Bangor Is-y-coed blev Beuno missionär, med stöd av Cadfan ap Iago, kung i Gwynedd. Cadfans son, Cadwallon ap Cadfan, lurade Beuno gällande ägande av en del land och istället fick Beuno hjälp av Cadwallons kusin Gwyddaint, som gav Beuno en del land i Clynnog Fawr på Llŷn; Beuno grundade senare sitt eget kloster där.
Beuno blev känd för att kunna återuppväcka personer från döden, däribland Winifred och hans lärjunge Aelhaiarn. Beuno avled år 640 eller 642, möjligen den 21 april.  